# Néstor Girolami
Néstor Adrián Girolami (Isla Verde, Provincia de Córdoba, 22 de mayo de 1989) es un piloto argentino de automovilismo de velocidad. Reconocido por su trayectoria a nivel nacional e internacional, tuvo participaciones en las más importantes categorías del automovilismo de su país, destacándose su paso por la categoría Súper TC 2000, donde obtuvo el bicampeonato de los años 2014 y 2015. Compitió también en Turismo Carretera, Clase 3 del Turismo Nacional y Top Race V6, mientras que a nivel internacional, fue invitado a diferentes competencias de la categoría Stock Car Brasil, mientras que en 2017 fue piloto oficial Volvo en el WTCC. En 2019, ingresó en el WTCR como piloto de Honda en el equipo Münnich Motorsport.
En 2007 debutó en el TC 2000, siendo su debut en categorías de automóviles de turismo, mientras que en 2008 lo haría en la divisional TC Pista de la Asociación Corredores de Turismo Carretera, al comando de un Dodge Cherokee. Sus antecedentes deportivos lo harían acreedor de un ascenso al Turismo Carretera, categoría donde debutó en 2009, al comando de un Torino Cherokee.
En 2009 comenzaría su participación como piloto oficial dentro del TC 2000, ingresando a la escudería Renault Lo Jack Team al comando de un Renault Megane II. En 2010 pasaría a competir dentro del Equipo Petrobras, donde competiría al comando de un Honda New Civic hasta el año 2011. Con el debut de la divisional Súper TC 2000 en 2012, pasaría a formar parte del equipo oficial Peugeot TC 2000, compitiendo al comando de un Peugeot 408 y formando parte de las distintas alineaciones que tuviera la escudería hasta el año 2015. Durante ese período, conquistó sus dos primeros títulos a nivel nacional, al obtener el bicampeonato de los años 2014-2015.
Sobre finales del año 2015, Girolami tendría breves incursiones a nivel internacional, participando de algunas competencias de la World Touring Car Championship, al comando de un Honda Civic IX del equipo NIKA Racing, mientras que en Brasil haría lo propio compitiendo como invitado en el Stock Car Brasil al comando de un Peugeot 408 del equipo de Carlos Alves. Tras la obtención del bicampeonato en el Super TC 2000, fue contratado para competir oficialmente en el Stock Car, dentro de la escudería Eisenbahn Racing Team, propiedad de Carlos Alves. A la par de su incursión en esta categoría, fue anunciada también su reincorporación al Top Race V6, ingresando junto al Lincoln Sport Group.
Néstor Girolami, a su vez, es el hermano mayor del también piloto de automovilismo Franco Girolami, quien corriera en las categorías Top Race Series, TC Mouras y TC 2000 y que se consagrara subcampeón de Fórmula Renault Argentina en 2011.

## Carrera deportiva

### Inicios
Nacido en la localidad de Isla Verde, Córdoba, Néstor Girolami inició su carrera desde muy temprana edad y con tan solo 3 años, al subirse en 1992 a un kart de la Categoría Escuela 50cc. del Campeonato Cordobés de Kart. Fue subcampeón de esta categoría al año siguiente, 1993, para pasar a correr en 1994 a la categoría libre de 50 cc. En esta categoría volvería a sumar un título más al consagrarse campeón en 1995.
En 1996, por primera vez pone su nombre en dos torneos al correr en la categoría 50 cc. del Campeonato Cordobés y en la categoría Stihl del Campeonato Argentino. En su estreno en el Cordobés, Girolami sumaría un título más.
En 1997 la cosecha se detiene momentáneamente, habiendo participado en las categorías Stihl y Pre-Juniors 125 del Campeonato Provincial.
En 1998, desdobla su actividad en tres, logrando el cetro en la categoría Stihl del Campeonato Cordobés y el de la categoría 50 cc del Campeonato Argentino. A estas participaciones se les suma una participación en el Campeonato Argentino de karting categoría Pre-junior.

### Profesionalismo
Con todos estos pergaminos, Girolami iniciaría su rodaje dentro del deporte motor grande de la Argentina, al debutar en 2005 en la Fórmula Renault Elf 1.6, contando con 16 años de edad. Este año obtendría un podio en los 200 km de Buenos Aires.
Su carrera continuaría en 2006, subiéndose a la Fórmula Renault Elf y a la Fórmula Renault Plus, obteniendo en ambas el subcampeonato. Este mismo año, Girolami apuntaría su carrera al plano internacional, al haber sido seleccionado por la petrolera Petrobras para participar de la Selectiva Petrobras, competencia de talentos que se realizara en el kartódromo de Curitiba, Brasil, en la cual culminaría en el Top Ten con un cuarto puesto. Tras esta experiencia, Girolami tendría otra experiencia internacional, al competir en la Fórmula Renault Italiana 2.0, en una carrera corrida Monza, formando parte de la escudería Jenzer Motor Sport. En esta única participación que tuvo en Europa, Girolami arribaría en sexto lugar. Sin embargo, no consiguió apoyo económico para continuar su carrera deportiva en el extranjero.
En 2007, Girolami recibe una invitación por parte del expiloto Víctor Rosso para competir en TC 2000 a bordo de un Honda Civic semioficial. Al año siguiente, Girolami decide continuar su carrera en el TC Pista, segunda división del Turismo Carretera. En dicha divisional, debutaría a bordo de un Dodge Cherokee, obteniendo buenos resultados que le posibilitarían obtener el ascenso al Turismo Carretera.
Ya en el TC, en 2009, Girolami debutaría a bordo de un Torino Cherokee, entregado por la escudería Maquin Parts, suponiendo también el debut de dicha escudería en el TC. Con esta marca, Girolami competiría de ahí en más durante gran parte de su carrera deportiva. Este año también tendría un reestreno especial dentro de TC 2000 al ser convocado como piloto oficial del equipo Renault Lo Jack Team. Su buen desempeño al volante de ese auto fue motivo suficiente para que el equipo Petrobras pose sus ojos en él para la temporada siguiente. Y así como en el TC y TC 2000, Girolami debutaría en otra categoría al subirse a un Ford Mondeo II de la categoría Top Race V6. Ese año participaría en la denominada "Carrera de la Historia", donde el piloto de Isla Verde invitaría como integrantes de su tripulación a Jorge Trebbiani (cubriendo la plaza de piloto activo) y a Ángel Monguzzi (cubriendo la del piloto retirado).

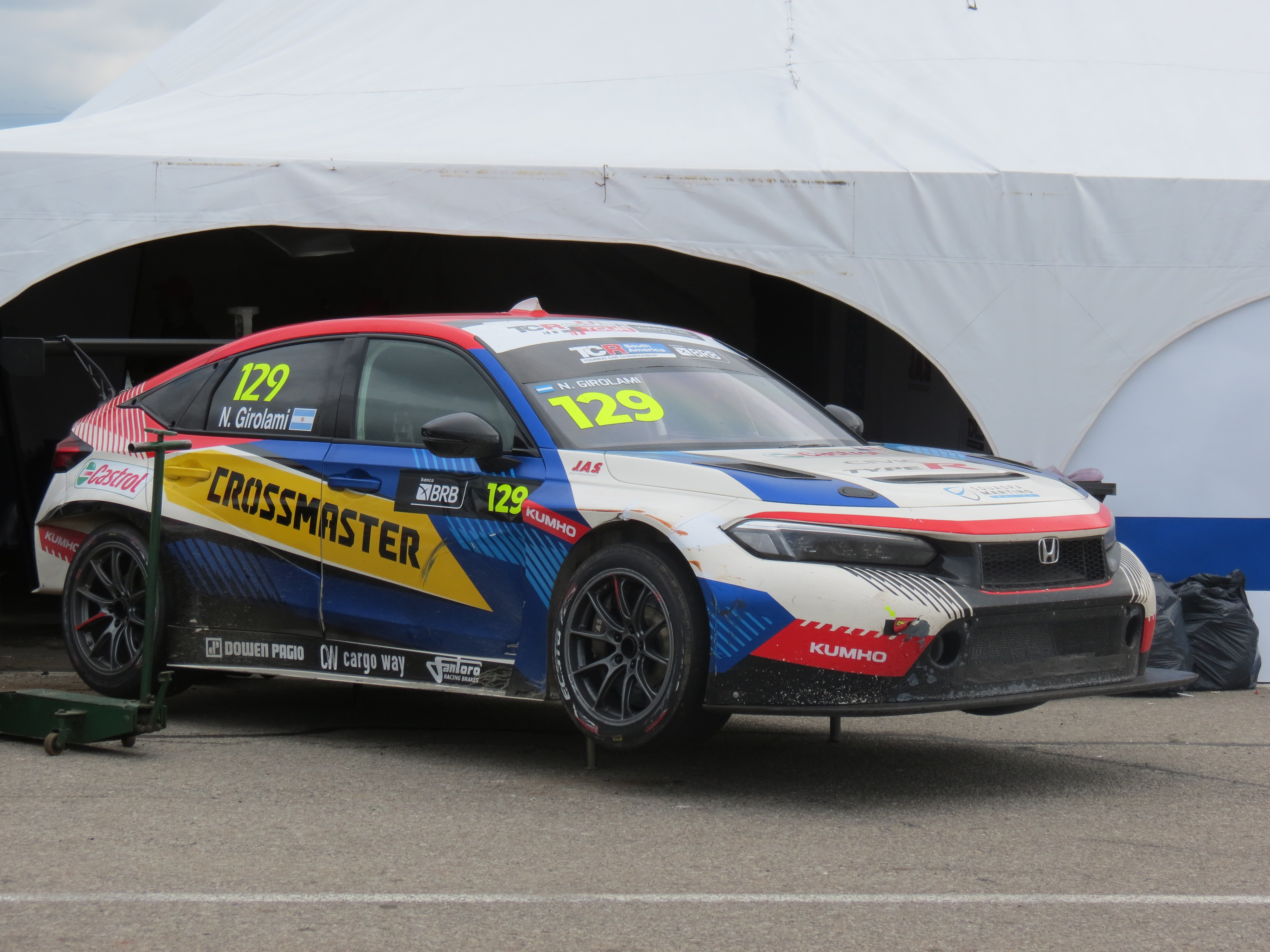
Honda Civic Type R TCR de Girolami, de 2023.

En 2015, Girolami ganó la carrera de invitados del Stock Car Brasil en Goiânia, formando dupla con Ricardo Mauricio al volante de un Chevrolet Sonic. Además corrió en el WTCC en un Honda Civic Type-R del equipo Nika International en las fechas de Eslovaquia y Portugal.
En el 2016 el Bebu corrió en el Top Race V6 a tiempo parcial con un Mercedes-Benz C-204, terminando 7.º en la general. Corrió la temporada completa del Stock Car Brasil, pero solo pudo lograr el 22.º puesto en el campeonato en un año con muchos abandonos por problemas mecánicos. Además corrió la fecha de Japón en el WTCC.
El cordobés dejó de competir en Argentina en 2017, al incorporarse al Campeonato Mundial de Turismos con un Volvo S60 oficial de Polestar Cyan Racing.

## Polémicas
Si bien Néstor Girolami está catalogado como uno de los pilotos revelación del automovilismo argentino del siglo XXI, fue blanco de duros cuestionamientos por su forma de conducir, la cual tuvo más de una reprimenda por parte de colegas y aficionados.
En 2010, Girolami tendría su primera maniobra polémica cuando en el estreno de esa temporada de la categoría TC 2000, en el circuito callejero de Punta del Este, se vio involucrado en una maniobra al límite con el piloto Guillermo Ortelli. En el momento de la largada, ambos pilotos entraron a la par en la primera curva (a derecha), quedando Ortelli del lado de la cuerda y Girolami en la parte externa. Por la inercia del vehículo, el coche de Ortelli fue desplazando de manera progresiva al de Girolami hacia la izquierda. Sin embargo, el piloto del Honda New Civic no aminoró la marcha en ningún momento, lo que terminó desembocando en un toque a Ortelli en la entrada de la segunda curva a izquierdas. Por ese toque, Ortelli terminaría estrellado contra el paredón y Girolami recibiría la exclusión del evento. Tras esta maniobra, ambos pilotos se lanzarían acusaciones cruzadas, tras las cuales Girolami se manifestaría en declaraciones "no estar arrepentido" por tal maniobra. Tales declaraciones le valieron una dura respuesta de parte de Christian Ledesma, ocasional compañero de Ortelli.
En 2011, nuevamente se vería envuelto en la polémica, lo que terminaría de consolidar su imagen de piloto "duro" a la hora de competir. Primeramente, la polémica estalló en la categoría TRV6, donde quedaría involucrado en dos accidentes. El primero de ellos, embistiendo en la parte trasera del vehículo de Gabriel Furlán durante una competencia realizada en el Autódromo de Buenos Aires y teniendo como escenario el ingreso a la recta principal del autódromo. El segundo choque fue en la misma fecha, durante el desarrollo de la competencia final, cuando al cerrarle el paso al piloto Rafael Morgenstern (en el mismo sitio del accidente de Furlán) provocaría un violento accidente, con vuelco incluido por parte de Morgenstern.
Pero lo que terminaría de elevar la polémica a su punto más álgido fue durante el desarrollo de la competencia de Turismo Carretera del 13 de noviembre, en el Autódromo Juan Manuel Fangio de Balcarce, cuando tras el violento despiste de Guido Falaschi, Girolami le terminaría dando el golpe final al no bajar la velocidad de su unidad e impactar de lleno en el lateral derecho de Falaschi. Por tal accidente, Falaschi terminaría falleciendo y Girolami quedaría hospitalizado debido a la gravedad del impacto.
En junio de 2013 Girolami causó un grave accidente en la largada de la tercera serie del TC en Rafaela, donde se involucraron un total de siete autos. Debido a esto, la Comisión Asesora y Fiscalizadora de la ACTC lo suspendió por cinco meses en la categoría.

## Resumen de carrera

### Karting
| Año  | Título     | Categoría                   | Campeonato                             |
| ---- | ---------- | --------------------------- | -------------------------------------- |
| 1999 | Subcampeón | Categoría Stihl             | Campeonato Argentino de Karting        |
| 1999 | Campeón    | Categoría Stihl             | Campeonato Cordobés de Karting         |
| 1999 | Subcampeón | Pre-Junior 125cc.           | Campeonato Argentino de Karting        |
| 2000 | Campeón    | Categoría 50cc.             | Campeonato Argentino de Karting        |
| 2000 | Campeón    | Pre-Junior 125cc.           | Campeonato Argentino de Karting        |
| 2000 | Campeón    | Categoría 50cc.             | Campeonato Zona centro de Karting      |
| 2000 | Subcampeón | Categoría 50cc.             | Campeonato Sudeste Cordobés de Karting |
| 2001 | Campeón    | Pre-Junior 125cc.           | Campeonato Argentino de Karting        |
| 2001 | Subcampeón | Categoría Pre Junior        | Campeonato Sudeste Cordobés de Karting |
| 2001 | Subcampeón | Categoría Pre Junior        | Campeonato Argentino de Karting        |
| 2002 | Campeón    | Pre-Junior 125cc.           | Campeonato Argentino de Karting        |
| 2003 | Campeón    | Categoría Junior 125cc.     | Campeonato Federal de Karting          |
| 2004 | Campeón    | Categoría Junior 125cc.     | Campeonato Argentino de Karting        |
| 2004 | Campeón    | Categoría Junior 125cc.     | Campeonato Cordobés de Karting         |
| 2004 | Subcampeón | Categoría Senior 125 cc.    | Campeonato Federal de Karting          |
| 2005 | Subcampeón | Categoría Argentino 125 cc. | Campeonato Federal de Karting          |

### Automovilismo
| Temporada | Categoría                                                     | Equipo                                            | Carreras     | Victorias    | Poles        | VR           | Podios       | Puntos       | Pos.         |
| --------- | ------------------------------------------------------------- | ------------------------------------------------- | ------------ | ------------ | ------------ | ------------ | ------------ | ------------ | ------------ |
| 2005      | Fórmula Renault Argentina                                     | s/d                                               | 14           | 0            | 0            | 0            | 1            | 46           | 12.º         |
| 2006      | Fórmula Renault Argentina                                     | Werner Competición                                | 14           | 2            | 1            | 0            | 6            | 126          | 2.º          |
| 2006      | Fórmula Renault Plus                                          | s/d                                               | s/d          | s/d          | s/d          | s/d          | s/d          | s/d          | 2.º          |
| 2006      | Turismo Nacional Clase 3                                      | s/d                                               | 1            | 0            | 0            | 0            | 0            | -            | NC           |
| 2006      | Fórmula Renault Italiana                                      | Jenzer Motorsport                                 | 2            | 0            | 0            | 0            | 0            | 18           | 20.º         |
| 2007      | Turismo Competición 2000                                      | Honda Racing Dowen Pagio Honda Lubrax             | 12           | 0            | 0            | 0            | 0            | 20           | 15.º         |
| 2007      | Top Race V6                                                   | Edival Racing Team                                | 2            | 0            | 0            | s/d          | 0            | 1            | 52.º         |
| 2008      | Turismo Competición 2000                                      | DTA Power Tools                                   | 1            | 0            | 0            | 0            | 0            | -            | -            |
| 2008      | Turismo Nacional Clase 3                                      | Maquin Parts                                      | 7            | 0            | 0            | 0            | 1            | 79           | 16.º         |
| 2008      | TC Pista                                                      | Córdoba TC Team                                   | 10           | 1            | 0            | 1            | 2            | 82,5         | 18.º         |
| 2009      | Turismo Competición 2000                                      | Renault Lo Jack Team                              | 13           | 0            | 0            | 0            | 1            | 32           | 12.º         |
| 2009      | Turismo Competición 2000 Copa Endurance Series                | Renault Lo Jack Team                              | 3            | 0            | 0            | 0            | 0            | -            | NC           |
| 2009      | Top Race V6                                                   | AS Racing                                         | 1            | 0            | 0            | 0            | 0            | -            | NC           |
| 2009      | Turismo Carretera                                             | Maquin Parts Racing                               | 6            | 0            | 0            | 0            | 0            | 24,5         | 45.º         |
| 2010      | Turismo Competición 2000                                      | Equipo Petrobras                                  | 13           | 1            | 1            | 1            | 2            | 73           | 25.º         |
| 2010      | Turismo Competición 2000 Copa Endurance Series                | Equipo Petrobras                                  | 3            | 0            | 0            | 0            | 0            | 24           | 6.º          |
| 2010      | Top Race V6 Copa América                                      | Crespi Competición                                | 3            | 0            | 0            | 0            | 0            | 9            | 39.º         |
| 2010      | Turismo Carretera                                             | Maquin Parts Racing                               | 13           | 0            | 0            | 0            | 0            | 24,5         | 45.º         |
| 2010      | Turismo Nacional Clase 3                                      | Belloso Competición                               | 1            | 0            | 0            | 0            | 0            | -            | NC           |
| 2011      | Turismo Competición 2000                                      | Equipo Petrobras                                  | 13           | 0            | 0            | 0            | 1            | 76,5         | 15.º         |
| 2011      | TC Mouras Torneo de pilotos invitados                         | CM Sport                                          | 1            | 0            |              | 0            | 0            | 5            | 20.º         |
| 2011      | Top Race V6                                                   | RV Racing Sports                                  | 12           | 1            | 4            | 0            | 4            | 49           | 8.º          |
| 2011      | Turismo Carretera                                             | Lincoln Sport Group GPG Racing                    | 12           | 2            | 1            | 1            | 2            | 115          | 20.º         |
| 2012      | Súper TC 2000                                                 | Peugeot Cobra Team                                | 13           | 2            | 1            | 1            | 6            | 194          | 3.º          |
| 2012      | TC Mouras Torneo de pilotos invitados                         | Donto Racing AA Racing Team                       | 2            | 0            |              | 0            | 0            | 3,75         | 20.º         |
| 2012      | Turismo Carretera                                             | Maquin Parts Racing                               | 16           | 1            | 3            | 0            | 2            | 150,25       | 7.º          |
| 2013      | Súper TC 2000                                                 | Peugeot Lo Jack Team                              | 12           | 0            | 0            | 2            | 4            | 135          | 7.º          |
| 2013      | Turismo Carretera                                             | WCC Racing                                        | 7            | 1            | 0            | 2            | 2            | 204,5        | 30.º         |
| 2013      | Campeonato de Nürburgring de Resistencia de la VLN - Clase V6 | s/d                                               | 1            | 0            | 1            | 1            | 0            | -            | -            |
| 2014      | Súper TC 2000                                                 | Peugeot Lo Jack Team                              | 13           | 3            | 5            | 4            | 6            | 208          | 1.º          |
| 2014      | Top Race V6                                                   | Mitsubishi GF Racing                              | 12           | 2            | s/d          | s/d          | 3            | 51           | 3.º          |
| 2015      | Súper TC 2000                                                 | Team Peugeot Total Argentina                      | 13           | 3            | 1            | 2            | 6            | 188          | 1.º          |
| 2015      | Top Race V6                                                   | Mitsubishi GF Racing                              | 4            | 0            | 1            | 0            | 1            | 58           | 19.º         |
| 2015      | Campeonato Mundial de Turismos                                | Nika International                                | 4            | 0            | 0            | 0            | 0            | 5            | 19.º         |
| 2015      | Stock Car Brasil                                              | Eurofarma RC Schin Racing Team                    | 2            | 1            | 0            | 0            | 1            | -            | -            |
| 2016      | Súper TC 2000                                                 | Team Peugeot Total Argentina                      | 1            | 0            | 0            | 0            | 0            | -            | -            |
| 2016      | Top Race V6                                                   | Lincoln Sport Group                               | 13           | 1            | 1            | 3            | 2            | 79           | 7.º          |
| 2016      | Campeonato Mundial de Turismos                                | Polestar Cyan Racing                              | 2            | 0            | 0            | 0            | 0            | 12           | 15.º         |
| 2016      | Stock Car Brasil                                              | Eisenbahn Racing Team                             | 21           | 0            | 0            | 0            | 1            | 77           | 22.º         |
| 2016      | TC 2000                                                       | Escudería Fela                                    | 1            | 0            | 0            | 0            | 0            | -            | -            |
| 2017      | Swedish GT Series - GTA                                       | Polestar Cyan Racing                              | 2            | 0            | 0            | 0            | 0            | 6            | 19.º         |
| 2017      | Campeonato Mundial de Turismos                                | Polestar Cyan Racing                              | 17           | 1            | 2            | 0            | 3            | 112          | 9.º          |
| 2018      | Súper TC 2000                                                 | Team Peugeot Total Argentina                      | 14           | 0            | 0            | 0            | 1            | 88           | 9.º          |
| 2018      | Stock Car Brasil                                              | Bardahl Hot Car                                   | 4            | 0            | 0            | 0            | 0            | -            | -            |
| 2018      | Top Race V6                                                   | Lincoln Sport Group                               | 14           | 4            | 1            | 1            | 5            | 162          | 3.º          |
| 2019      | Súper TC 2000                                                 | Honda Racing                                      | 1            | 0            | 0            | 0            | 0            | -            | -            |
| 2019      | 24 Horas de Nürburgring - Clase V4                            | Manheller Racing                                  | 1            | 0            | 0            | 0            | 0            | -            | 106.º        |
| 2019      | Copa Mundial de Turismos                                      | ALL-INKL.COM Münnich Motorsport                   | 30           | 3            | 1            | 1            | 5            | 225          | 7.º          |
| 2019      | TCR Australia Touring Car Series                              | Wall Racing                                       | 3            | 3            | 1            | 1            | 3            | 132          | 17.º         |
| 2020      | TCR Europe Touring Car Series                                 | PSS Racing Team                                   | 2            | 0            | 0            | 0            | 1            | 66           | 17.º         |
| 2020      | Copa Mundial de Turismos                                      | ALL-INKL.COM Münnich Motorsport                   | 14           | 1            | 1            | 1            | 4            | 137          | 10.º         |
| 2020      | 24 Horas de Nürburgring - Clase V4                            | Manheller Racing                                  | 1            | 0            | 0            | 0            | 0            | -            | 52.º         |
| 2021      | Copa Mundial de Turismos                                      | ALL-INKL.COM Münnich Motorsport                   | 16           | 1            | 1            | 1            | 2            | 131          | 11.º         |
| 2021      | TCR South America                                             | W2 ProGP                                          | 1            | 1            | 0            | 0            | 1            | 53           | 14.º         |
| 2021      | 24 Horas de Nürburgring - Clase TCR                           | Autohaus M. Fugel e.K                             | 1            | 0            | 0            | 0            | 1            | -            | 3.º          |
| 2022      | Copa Mundial de Turismos                                      | ALL-INKL.COM Münnich Motorsport                   | 16           | 2            | 3            | 0            | 5            | 254          | 2.º          |
| 2022      | TCR South America                                             | Crown Racing                                      | 1            | 0            | 0            | 0            | 0            | 12           | 46.º         |
| 2023      | TCR World Tour                                                | ALM Motorsport Squadra Martino Racing Wall Racing | Disputándose | Disputándose | Disputándose | Disputándose | Disputándose | Disputándose | Disputándose |
| 2023      | TC2000                                                        | Eurofarma RC                                      | Disputándose | Disputándose | Disputándose | Disputándose | Disputándose | Disputándose | Disputándose |
| Fuente:   |                                                               |                                                   |              |              |              |              |              |              |              |

## Resultados

### Turismo Competición 2000
| Año  | Equipo                   | Auto               | 1   | 2   | 3   | 4   | 5   | 6   | 7   | 8   | 9   | 10  | 11  | 12  | 13  | 14  | Res. | Puntos |
| ---- | ------------------------ | ------------------ | --- | --- | --- | --- | --- | --- | --- | --- | --- | --- | --- | --- | --- | --- | ---- | ------ |
| 2007 |                          |                    | CR  | GR  | BB  | SMM | SJU | SP  | AG  | SFE | SRA | VIE | BA  | OBE | SL  | PDE | 15.º | 20     |
| 2007 | Honda Racing Dowen Pagio | Honda Civic VII    | Ret | Ret | 22† | 4   | 14  | Ret | Ret | Ret | 14  |     | 8   |     | Ret |     | 15.º | 20     |
| 2007 | Honda Lubrax             | Honda Civic VIII   |     |     |     |     |     |     |     |     |     |     |     | 10  |     |     | 15.º | 20     |
| 2008 |                          |                    | PAR | SAL | GR  | SFE | SJU | RES | AG  | BA  | OBE | TRH | VIE | SMM | PDF | PDE | -    | -      |
| 2008 | DTA Power Tools          | Chevrolet Astra II |     |     |     |     |     |     |     | 16† |     |     |     |     |     |     | -    | -      |
| 2009 |                          |                    | AG  | GR  | OBE | SMM | TRH | RES | BA  | CEN | SFE | SFE | SJU | SJU | PDF |     | 12.º | 32     |
| 2009 | Renault Lo Jack Team     | Renault Mégane II  | 4   | 8   | 15  | 9   | 13  | 12  | Ret | Ret | Ret | 13  | 3   | 12  | Ret |     | 12.º | 32     |
| 2010 |                          |                    | PDE | SMM | GR  | AG  | RES | TRH | LR  | SFE | SFE | CEN | OBE | BA  | PDF |     | 8.º  | 77     |
| 2010 | Equipo Petrobras         | Honda Civic VIII   | Ex. | 3   | 8   | 20† | 1   | Ret | Ex. | 12  | 6   | 4   | 6   | 4   | Ret |     | 8.º  | 77     |
| 2011 |                          |                    | GR  | SFE | SFE | SMM | SJU | RES | AG  | TRH | LPL | TRE | JUN | PDF | PAR |     | 15.º | 76,5   |
| 2011 | Equipo Petrobras         | Honda Civic VIII   | 11  | 8   | 22† | NL  | Ret | 10  | 14  | 6   | 19  | 2   | 13  | 9   | Ret |     | 15.º | 76,5   |

#### Copa Endurance Series
| Año  | Equipo               | Auto              | 1   | 2   | 3   | Res. | Puntos |
| ---- | -------------------- | ----------------- | --- | --- | --- | ---- | ------ |
| 2009 |                      |                   | TRH | BA  | PDF | -    | 0      |
| 2009 | Renault Lo Jack Team | Renault Mégane II | 13  | Ret | Ret | -    | 0      |
| 2010 |                      |                   | TRH | CEN | BA  | 6.º  | 24     |
| 2010 | Equipo Petrobras     | Honda Civic VIII  | Ret | 4   | 4   | 6.º  | 24     |

### Súper TC 2000
| Año  | Equipo                       | Auto          | 1    | 2   | 3   | 4    | 5   | 6    | 7   | 8   | 9   | 10  | 11  | 12  | 13    | 14    | Res. | Puntos |
| ---- | ---------------------------- | ------------- | ---- | --- | --- | ---- | --- | ---- | --- | --- | --- | --- | --- | --- | ----- | ----- | ---- | ------ |
| 2012 |                              |               | AG   | BA  | ROS | SJU  | GR  | OBE  | RAF | SMM | RC  | SFE | SFE | SAL | PDF   |       | 3.º  | 194    |
| 2012 | Peugeot Cobra Team           | Peugeot 408 I | 4    | 4   | 2   | 4    | 15† | 2    | 2   | Ret | 7   | 1   | 3   | 10  | 1     |       | 3.º  | 194    |
| 2013 |                              |               | BA   | ROS | SJU | TOA  | AG  | TRH  | JUN | SFE | GR  | LP  | SMM | PDF |       |       | 7.º  | 135    |
| 2013 | Peugeot Lo Jack Team         | Peugeot 408 I | 2    | Ex. | 21  | 9    | 6   | 7    | Ret | 3   | 2   | 3   | 8   | 10  |       |       | 7.º  | 135    |
| 2014 |                              |               | RAF  | VIE | AG  | ROS  | TOA | BA   | RES | SFE | SFE | SJU | TRH | COD | PDF   |       | 1.º  | 208    |
| 2014 | Peugeot Lo Jack Team         | Peugeot 408 I | 2    | 6   | 9   | 5    | 8   | 1    | 9   | 1   | 1   | 3   | 13  | 3   | 4     |       | 1.º  | 208    |
| 2015 |                              |               | JUN  | ROS | OBE | TRH  | RAF | SL I | SFE | SFE | TOA | GR  | SMM | AG  | SL II |       | 1.º  | 188    |
| 2015 | Team Peugeot Total Argentina | Peugeot 408 I | Ret  | 1   | 4   | Ret  | 1   | 6    | 2   | 2   | Ret | 3   | 4   | 13  | 1     |       | 1.º  | 188    |
| 2016 |                              |               | TRE  | ROS | SMM | AG I | TRH | OBE  | BA  | SFE | SFE | TOA | SJU | GR  | GR    | AG II | -    | -      |
| 2016 | Team Peugeot Total Argentina | Peugeot 408 I |      |     |     |      |     |      | 20† |     |     |     |     |     |       |       | -    | -      |
| 2018 |                              |               | BA I | ROS | ROS | SMM  | PDF | RAF  | SJU | OBE | SFE | SFE | TRH | SNI | BA II | AG    | 9.º  | 88     |
| 2018 | Team Peugeot Total Argentina | Peugeot 408 I | 5    | 7   | 6   | Ret  | 12  | Ret  | 16† | 7   | 5   | 10  | 13  | 18† | Ret   | 3     | 9.º  | 88     |
| 2019 |                              |               | AG   | GR  | VIL | ROS  | PAR | SAL  | SNI | SJU | SMM | SMM | BA  | RC  | CEN   |       | -    | -      |
| 2019 | Honda Racing                 | Honda Civic X |      |     |     |      |     |      |     |     |     |     | 13  |     |       |       | -    | -      |

### Campeonato Mundial de Turismos
(Clave) (negrita indica pole position) (cursiva indica vuelta rápida)

| Año     | Equipo               | Automóvil              | 1       | 2       | 3        | 4       | 5       | 6         | 7         | 8         | 9       | 10      | 11       | 12       | 13        | 14       | 15        | 16      | 17       | 18      | 19    | 20    | 21    | 22    | 23    | 24    | Pos. | Puntos |
| ------- | -------------------- | ---------------------- | ------- | ------- | -------- | ------- | ------- | --------- | --------- | --------- | ------- | ------- | -------- | -------- | --------- | -------- | --------- | ------- | -------- | ------- | ----- | ----- | ----- | ----- | ----- | ----- | ---- | ------ |
| 2015    | Nika International   | Honda Civic WTCC       | ARG 1   | ARG 2   | MAR 1    | MAR 2   | HUN 1   | HUN 2     | GER 1     | GER 2     | RUS 1   | RUS 2   | SVK 1 10 | SVK 2 11 | FRA 1     | FRA 2    | POR 1 DSQ | POR 2 8 | JPN 1    | JPN 2   | CHN 1 | CHN 2 | THA 1 | THA 2 | QAT 1 | QAT 2 | 19.º | 5      |
| 2016    | Polestar Cyan Racing | Volvo S60 Polestar TC1 | FRA 1   | FRA 2   | SVK 1    | SVK 2   | HUN 1   | HUN 2     | MAR 1     | MAR 2     | GER 1   | GER 2   | RUS 1    | RUS 2    | POR 1     | POR 2    | ARG 1     | ARG 2   | JPN 1 9  | JPN 2 5 | CHN 1 | CHN 2 | QAT 1 | QAT 2 |       |       | 15.º | 12     |
| 2017    | Polestar Cyan Racing | Volvo S60 Polestar TC1 | MAR 1 9 | MAR 2 3 | ITA 1 NC | ITA 2 5 | HUN 1 4 | HUN 2 Ret | GER 1 Ret | GER 2 DNS | POR 1 8 | POR 2 9 | ARG 1 16 | ARG 2 6  | CHN 1 Ret | CHN 2 1‡ | JPN 1 11  | JPN 2 3 | MAC 1 13 | MAC 2 9 | QAT 1 | QAT 2 |       |       |       |       | 9.º  | 112    |
| Fuente: |                      |                        |         |         |          |         |         |           |           |           |         |         |          |          |           |          |           |         |          |         |       |       |       |       |       |       |      |        |

### Copa Mundial de Turismos
(Clave) (negrita indica pole position) (cursiva indica vuelta rápida)

| Año     | Equipo                          | Auto                         | 1   | 2   | 3   | 4   | 5   | 6   | 7   | 8   | 9   | 10  | 11  | 12  | 13  | 14  | 15  | 16  | 17  | 18  | 19  | 20  | 21  | 22  | 23  | 24  | 25  | 26  | 27  | 28  | 29  | 30  | Pos. | Pts. |
| ------- | ------------------------------- | ---------------------------- | --- | --- | --- | --- | --- | --- | --- | --- | --- | --- | --- | --- | --- | --- | --- | --- | --- | --- | --- | --- | --- | --- | --- | --- | --- | --- | --- | --- | --- | --- | ---- | ---- |
| 2019    |                                 |                              | MAR | MAR | MAR | HUN | HUN | HUN | SVK | SVK | SVK | NED | NED | NED | ALE | ALE | ALE | POR | POR | POR | CHN | CHN | CHN | JAP | JAP | JAP | MAC | MAC | MAC | MYS | MYS | MYS | 7.º  | 225  |
| 2019    | ALL-INKL.COM Münnich Motorsport | Honda Civic Type-R TCR (FK8) | 3   | 10  | 6   | 1   | 1   | 6   | Ret | 1   | 24  | 14  | 10  | 14  | 3   | 24  | 18  | 11  | 9   | 7   | 15  | Ret | 8   | 18  | 11  | 12  | 14  | 19  | 17  | 22  | 4   | 5   | 7.º  | 225  |
| 2020    |                                 |                              | BEL | BEL | ALE | ALE | SVK | SVK | SVK | HUN | HUN | HUN | ESP | ESP | ESP | ARA | ARA | ARA |     |     |     |     |     |     |     |     |     |     |     |     |     |     | 10.º | 137  |
| 2020    | ALL-INKL.COM Münnich Motorsport | Honda Civic Type-R TCR (FK8) | 1   | 5   | 6   | 11  | 5   | 18† | DNS | 3   | Ret | 3   | 10  | 11  | Ret | 2   | Ret | DNS |     |     |     |     |     |     |     |     |     |     |     |     |     |     | 10.º | 137  |
| 2021    |                                 |                              | ALE | ALE | POR | POR | ESP | ESP | HUN | HUN | CZE | CZE | FRA | FRA | ITA | ITA | RUS | RUS |     |     |     |     |     |     |     |     |     |     |     |     |     |     | 11°  | 131  |
| 2021    | ALL-INKL.COM Münnich Motorsport | Honda Civic Type-R TCR (FK8) | 9   | 3   | Ret | 13  | 18  | 13  | 9   | 5   | 1   | 16  | 5   | Ret | 8   | Ret | 11  | 7   |     |     |     |     |     |     |     |     |     |     |     |     |     |     | 11°  | 131  |
| 2022    |                                 |                              | FRA | FRA | ALE | ALE | HUN | HUN | ESP | ESP | POR | POR | ITA | ITA | ALS | ALS | BAR | BAR | ARA | ARA |     |     |     |     |     |     |     |     |     |     |     |     | 2.º  | 254  |
| 2022    | ALL-INKL.COM Münnich Motorsport | Honda Civic Type-R TCR (FK8) | 1   | 7   | C   | C   | 7   | 3   | 12  | 12  | 3   | 9   | 1   | 5   | 2   | 7   | 4   | 9   | 10  | 8   |     |     |     |     |     |     |     |     |     |     |     |     | 2.º  | 254  |
| Fuente: |                                 |                              |     |     |     |     |     |     |     |     |     |     |     |     |     |     |     |     |     |     |     |     |     |     |     |     |     |     |     |     |     |     |      |      |

### TC 2000
| Año  | Equipo         | Auto           | 1   | 2   | 3     | 4     | 5    | 6    | 7   | 8   | 9  | 10 | 11  | 12  | 13    | 14    | 15     | 16     | 17  | 18  | 19 | 20 | 21 | 22  | 23  | Res. | Puntos |
| ---- | -------------- | -------------- | --- | --- | ----- | ----- | ---- | ---- | --- | --- | -- | -- | --- | --- | ----- | ----- | ------ | ------ | --- | --- | -- | -- | -- | --- | --- | ---- | ------ |
| 2016 |                |                | SMM | SMM | CON I | CON I | BA I | BA I | SJO | SJO | LP | LP | CDU | CDU | BA II | BA II | CON II | CON II | RAF | RAF | AG | RC | RC | PAR | PAR | -    | -      |
| 2016 | Escudería Fela | Ford Focus III |     |     |       |       |      |      |     |     |    |    |     |     |       |       |        |        |     |     | 4  |    |    |     |     | -    | -      |

### TCR Europe Touring Car Series
(Clave) (negrita indica pole position) (cursiva indica vuelta rápida)

| Año  | Equipo          | Auto                         | 1   | 2   | 3   | 4   | 5   | 6   | 7   | 8   | 9   | 10  | 11  | 12  | Pos. | Pts. |
| ---- | --------------- | ---------------------------- | --- | --- | --- | --- | --- | --- | --- | --- | --- | --- | --- | --- | ---- | ---- |
| 2020 |                 |                              | LEC | LEC | ZOL | ZOL | MON | MON | BAR | BAR | SPA | SPA | JAR | JAR | 17°  | 66   |
| 2020 | PSS Racing Team | Honda Civic Type-R TCR (FK7) | 5   | 2   |     |     |     |     |     |     |     |     |     |     | 17°  | 66   |

### TCR Australia Touring Car Series
| Año  | Equipo      | Auto                         | 1   | 2   | 3   | 4   | 5   | 6   | 7     | 8     | 9     | 10  | 11  | 12  | 13  | 14  | 15  | 16  | 17  | 18  | 19     | 20     | 21     | Pos. | Pts. |
| ---- | ----------- | ---------------------------- | --- | --- | --- | --- | --- | --- | ----- | ----- | ----- | --- | --- | --- | --- | --- | --- | --- | --- | --- | ------ | ------ | ------ | ---- | ---- |
| 2019 |             |                              | SYD | SYD | SYD | PHI | PHI | PHI | TBE I | TBE I | TBE I | QLD | QLD | QLD | WIN | WIN | WIN | SND | SND | SND | TBE II | TBE II | TBE II | 17.º | 132  |
| 2019 | Wall Racing | Honda Civic Type-R TCR (FK7) |     |     |     |     |     |     |       |       |       |     |     |     |     |     |     | 1   | 1   | 1   |        |        |        | 17.º | 132  |

### TCR South America
| Año  | Equipo       | Auto                         | 1   | 2   | 3   | 4   | 5   | 6   | 7   | 8   | 9   | 10  | 11 | 12 | 13  | 14  | Pos. | Pts. |
| ---- | ------------ | ---------------------------- | --- | --- | --- | --- | --- | --- | --- | --- | --- | --- | -- | -- | --- | --- | ---- | ---- |
| 2021 |              |                              | INT | INT | CUR | RIV | RIV | EPI | EPI | RCU | RCU | BA  | AG | AG | CDU | CDU | 14.º | 53   |
| 2021 | W2 ProGP     | Honda Civic Type-R TCR (FK7) |     |     |     |     |     |     |     |     |     | 1   |    |    |     |     | 14.º | 53   |
| 2022 |              |                              | VEL | VEL | INT | GOI | GOI | RIV | RIV | EPI | EPI | TRH | BA | BA | VIL | VIL | 46.º | 12   |
| 2022 | Crown Racing | Honda Civic Type-R TCR (FK7) |     |     |     |     |     |     |     |     |     | 13† |    |    |     |     | 46.º | 12   |

### TCR World Tour
(Clave) (negrita indica pole position) (cursiva indica vuelta rápida)

| Año  | Equipo                      | Auto                         | 1   | 2   | 3   | 4   | 5   | 6   | 7   | 8   | 9   | 10  | 11  | 12  | 13  | 14  | 15  | 16  | 17  | 18  | 19  | 20  | Pos. | Pts. |
| ---- | --------------------------- | ---------------------------- | --- | --- | --- | --- | --- | --- | --- | --- | --- | --- | --- | --- | --- | --- | --- | --- | --- | --- | --- | --- | ---- | ---- |
| 2023 |                             |                              | POR | POR | SPA | SPA | VAL | VAL | HUN | HUN | EPI | EPI | LAP | LAP | SID | SID | SID | BAT | BAT | BAT | MAC | MAC | 6°   | 340  |
| 2023 | ALM Motorsport              | Honda Civic Type-R TCR (FL5) | 5   | Ret | 2   | 7   | 6   | 8   | 2   | 5   |     |     |     |     |     |     |     |     |     |     |     |     | 6°   | 340  |
| 2023 | Squadra Martino Racing      | Honda Civic Type-R TCR (FL5) |     |     |     |     |     |     |     |     | 4   | 8   | Ret | 1   |     |     |     |     |     |     |     |     | 6°   | 340  |
| 2023 | Wall Racing                 | Honda Civic Type-R TCR (FL5) |     |     |     |     |     |     |     |     |     |     |     |     | 10  | Ret | 8   | 2   | 9   | 6   |     |     | 6°   | 340  |
| 2023 | MacPro Racing               | Honda Civic Type-R TCR (FL5) |     |     |     |     |     |     |     |     |     |     |     |     |     |     |     |     |     |     | 2   | 6   | 6°   | 340  |
| 2024 |                             |                              | VAL | VAL | MAR | MAR | MID | MID | INT | INT | EPI | EPI | ZHU | ZHU | MAC | MAC |     |     |     |     |     |     | °    |      |
| 2024 | BRC Hyundai N Squadra Corse | Hyundai Elantra N TCR (2024) | 10  | 1   | 4   | 5   | 4   | 8   | 13  | 11  |     |     |     |     |     |     |     |     |     |     |     |     | °    |      |